# Helius (Helius) panamensis
Helius (Helius) panamensis is een tweevleugelige uit de familie steltmuggen (Limoniidae). De soort komt voor in het Neotropisch gebied.